# منتجع الوارس الدولي
منتجع الوارس الدولي هو اوسع وأكبر منصة للتزلج على الجليد في إيران. ويستقر هذا المنتجع على سفح جبل سبلان  ذو المناظر الخلابة في محافظة اردبيل شمال جمهورية إيران، حيث تُعَد منطقة الوارس بالإضافة إلى أنها أكبر منصة للتزلج منطقة سياحية وثقافية ورياضية، تجذب اليها السواح من داخل إيران وخارجها.
- يذكر ان منتجعات ومناطق التزلج في إيران تُعَد من أفضل وجهات إيران والعالم المستقطبة لهواة الأنشطة الشتوية [4] بالإضافة إلى الجبال المغطاة بالثلج الأبيض الناصع. وتلفريك يحلق فوق ارتفاعات خيالية تصل إلى 3600 متر.[5][6]

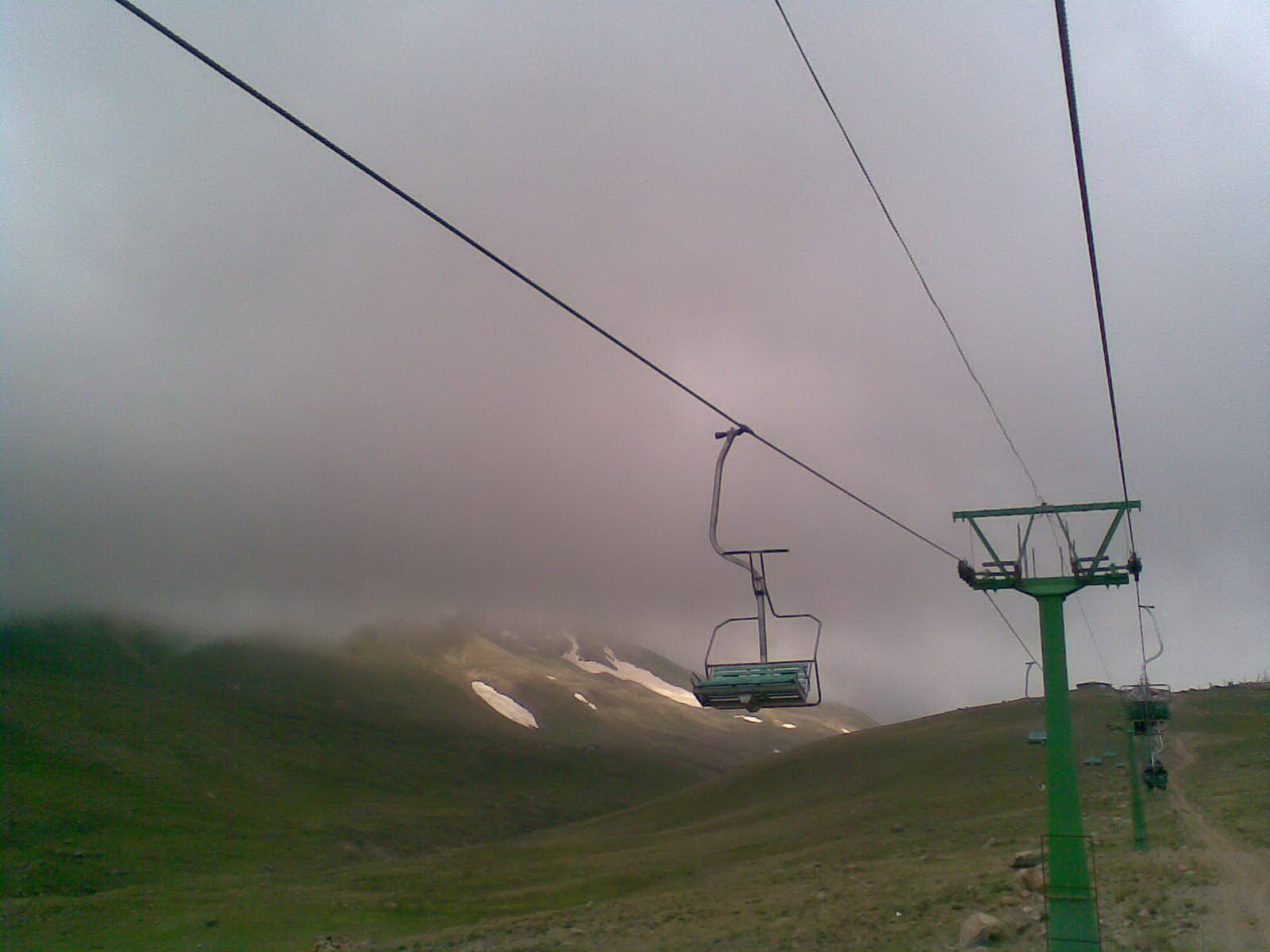
عربات التلفريك في منتجع الوارس الدولي للتزلج

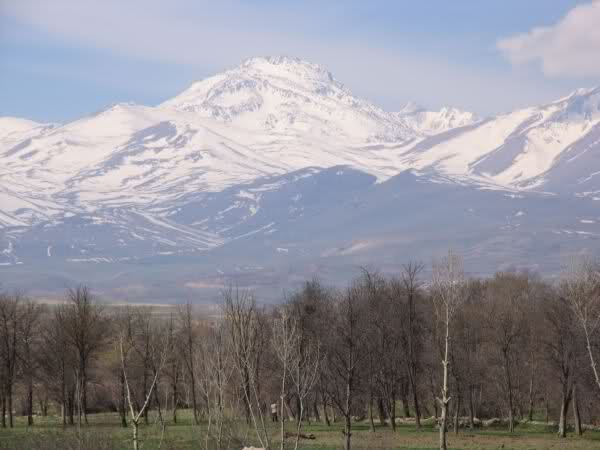
جبل سبلان

## الموقع
يقع هذا المنتجع بالقرب مدينة سرعين في محافظة أردبيل في جمهورية إيران. والذي يبعد 30 كيلو متراً من مدينة سرعين. و 1000 كيلو متر عن العاصمة الإيرانية طهران.

## الأهمية
يُعَد منتجع الوارس الدولي واحد من الأفضل من نوعه في الشرق الأوسط، حيث يوفر موسماً للتزلج أطول من المواسم التي توفرها معظم المنحدرات الأوروبية (حيث تغطيه الثلوج لمدة 8 أشهر) أي من اوائل الخريف إلى أواخر الربيع وحتى أوائل الصيف احياناً بحيث تكون الثلوج ضيوفاً لاتفارق المنتجع خلال أشهر طويلة. مما يوفر فرصةً أطول لضيوفه للقيام بأنشطتهم الرياضية كالتزلج وغيره.

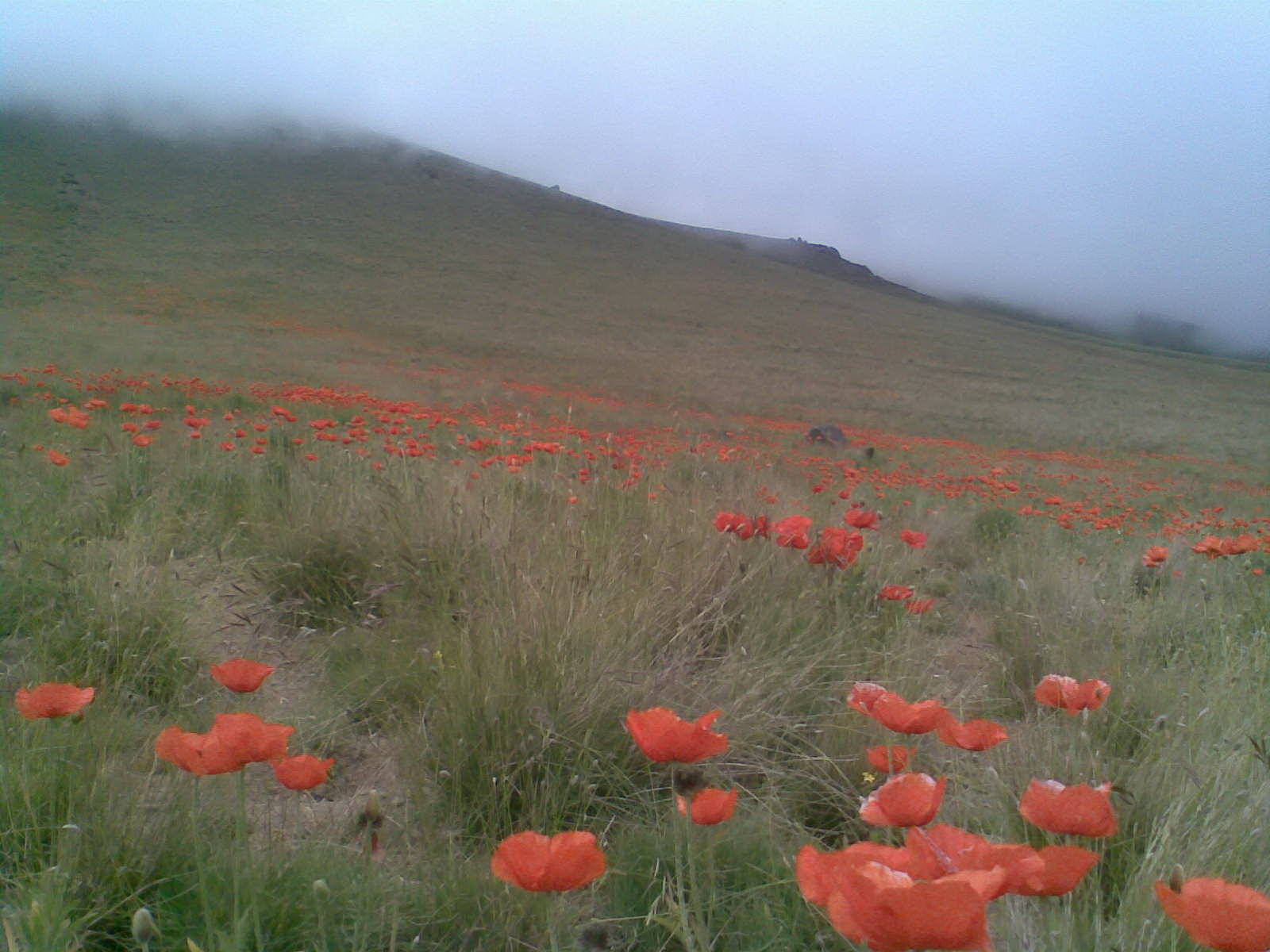

## امكانات المنتجع
تم تجهيز منتجع الوارس الدولي للتزلج بالمرافق اللازمة مثل تلفريك يتكون من محطات مزوّدة بالمصاعد المعلقة (التلفريك) تنقل السواح للتمتع بمشاهدة المناظر الجميلة للمنتجع.

## معرض الصور

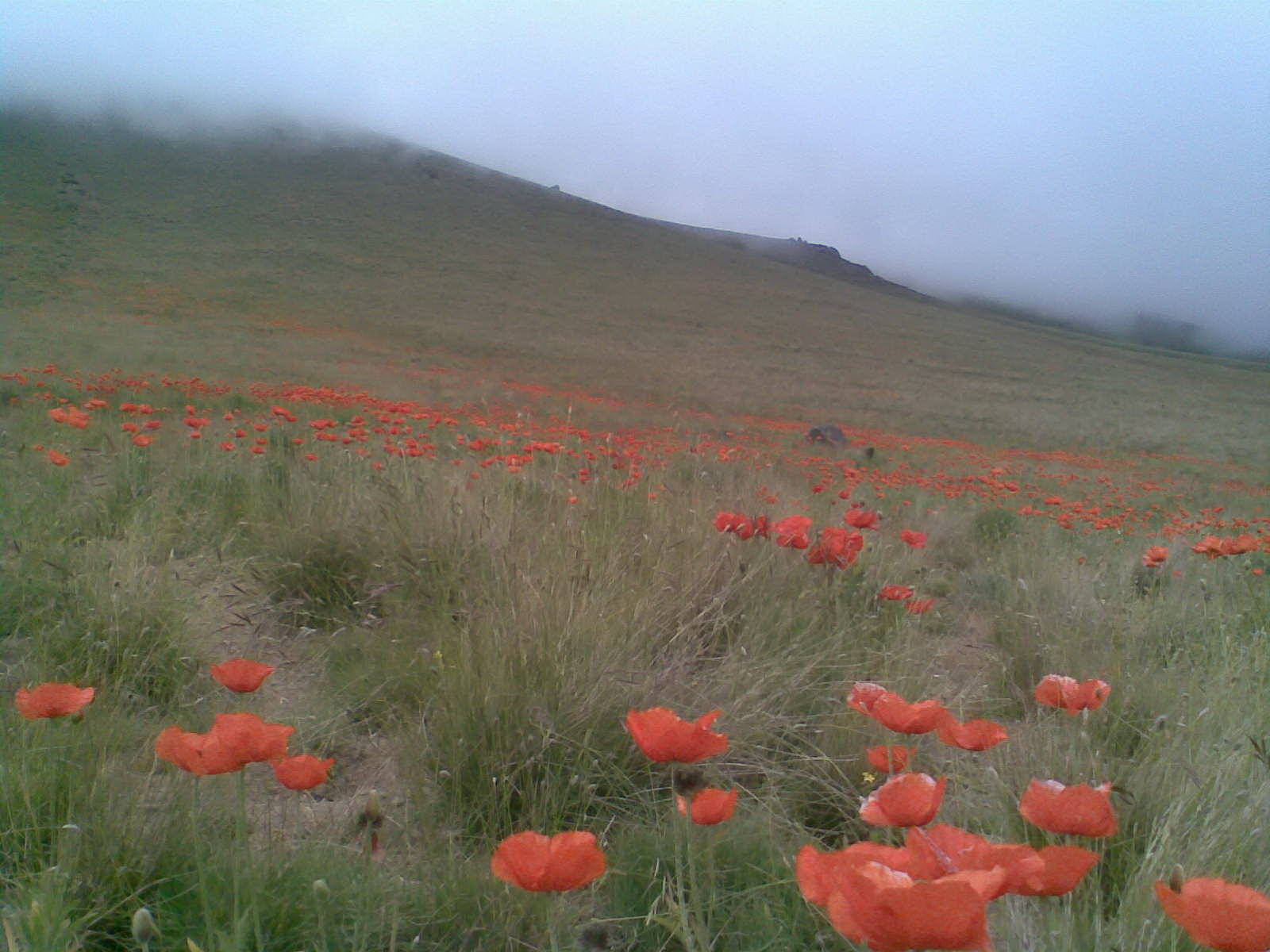

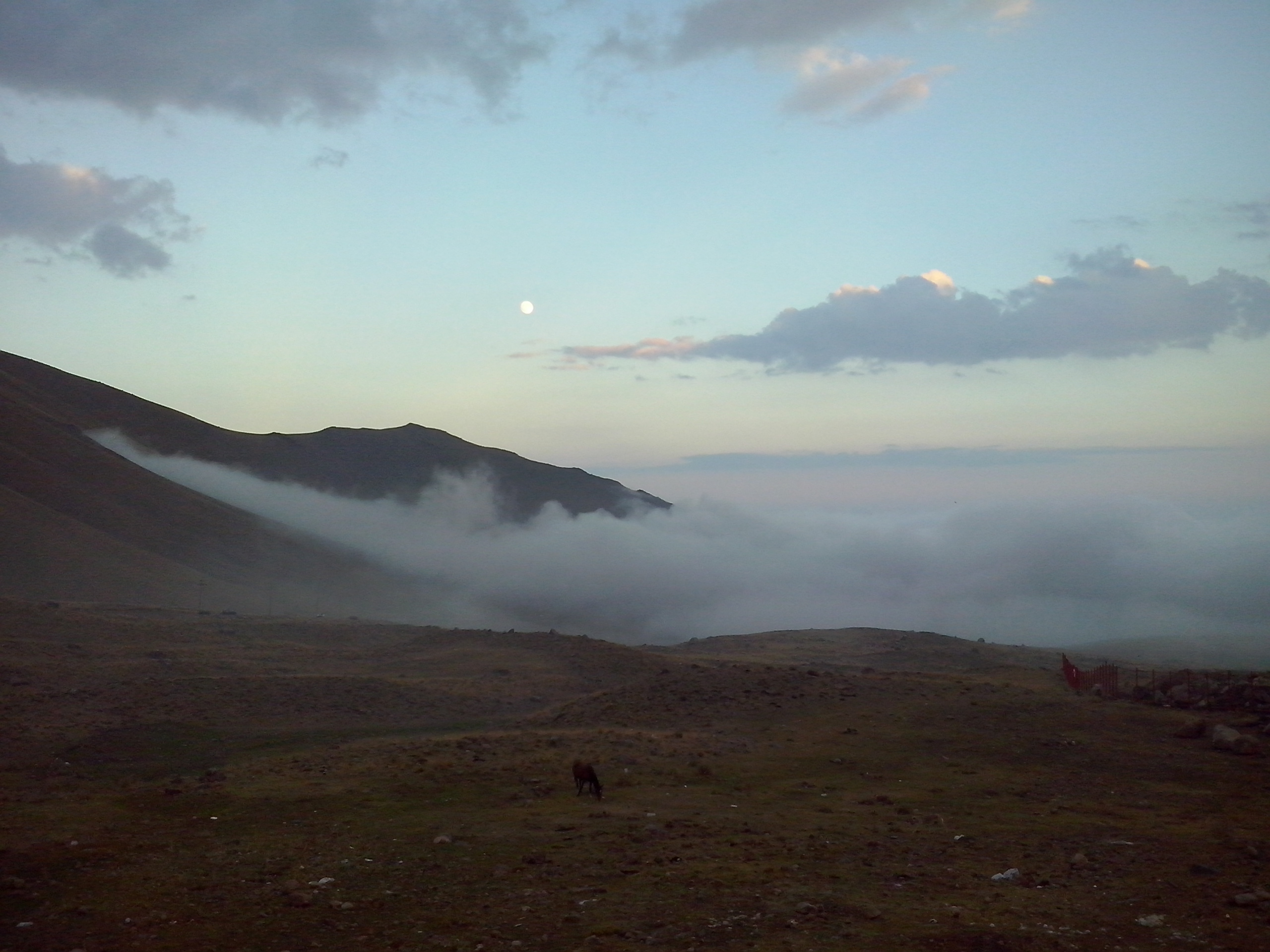

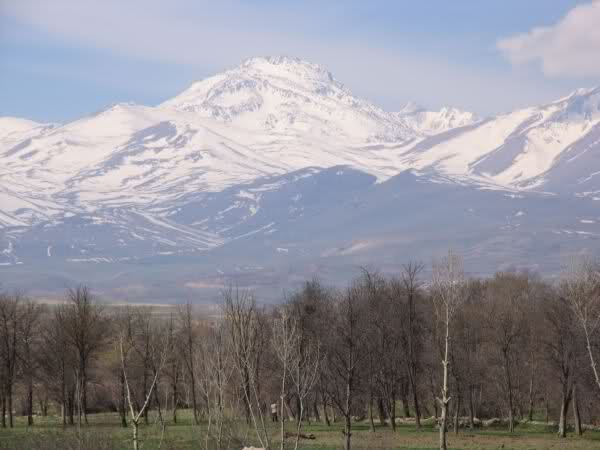
جبل سبلان